# Pierre Berton
Pierre Berton (Whitehorse, 12 de julio de 1920-Toronto, 30 de noviembre de 2004) fue un destacado autor canadiense especializado en temas canadienses y en la historia de su país, además de periodista y presentador de televisión, ganador de diferentes premios gracias a su obra literaria.
Muy dotado relator, Berton fue uno de los más prolíficos y populares escritores canadienses. Escribió sobre la historia y la cultura popular de Canadá, hizo crítica, antologías, trató sobre religión, y redactó libros infantiles. Fue también fundador del Writers' Trust of Canada, una organización sin ánimo de lucro dedicada a alentar la práctica de la escritura. Los libros de Berton se hicieron populares gracias a su estilo ligero y rápido, que no era lastrado por notas a pie de página.

## Biografía

### Inicios
Su nombre completo era Pierre Francis de Marigny Berton, y nació en Whitehorse, Yukón, donde su padre había ido a vivir con motivo de la Fiebre del oro de Klondike de 1898. Su familia se mudó a Dawson City en 1921. Su madre, Laura Beatrice Thompson, había sido maestra en Toronto, y desde 1907, a los 29 años de edad, en Dawson City. Ella conoció a Frank Berton en la cercana ciudad minera de Granville poco después de llegar a Dawson. La autobiografía de Laura Beatrice Thompson titulada I Married the Klondike se publicó en sus últimos años de vida y le dio una cierta fama.
La familia de Berton se mudó a Victoria (Columbia Británica) en 1932. A los 12 ingresó en los Scout, afirmando posteriormente que el Movimiento Scout evitó que se convirtiera en un delincuente juvenil. En sus siete años como scout hizo sus primeros trabajos como periodista, y escribió sobre sus experiencias en un artículo titulado "My Love Affair with the Scout Movement".
Al igual que su padre, Pierre Berton trabajó en los campos mineros de Klondike durante sus años en la Universidad de Columbia Británica, en la cual participó en la publicación estudiantil The Ubyssey. Pasó su inicial carrera periodística en Vancouver, donde a los 21 años era el editor más joven de cualquier diario canadiense.

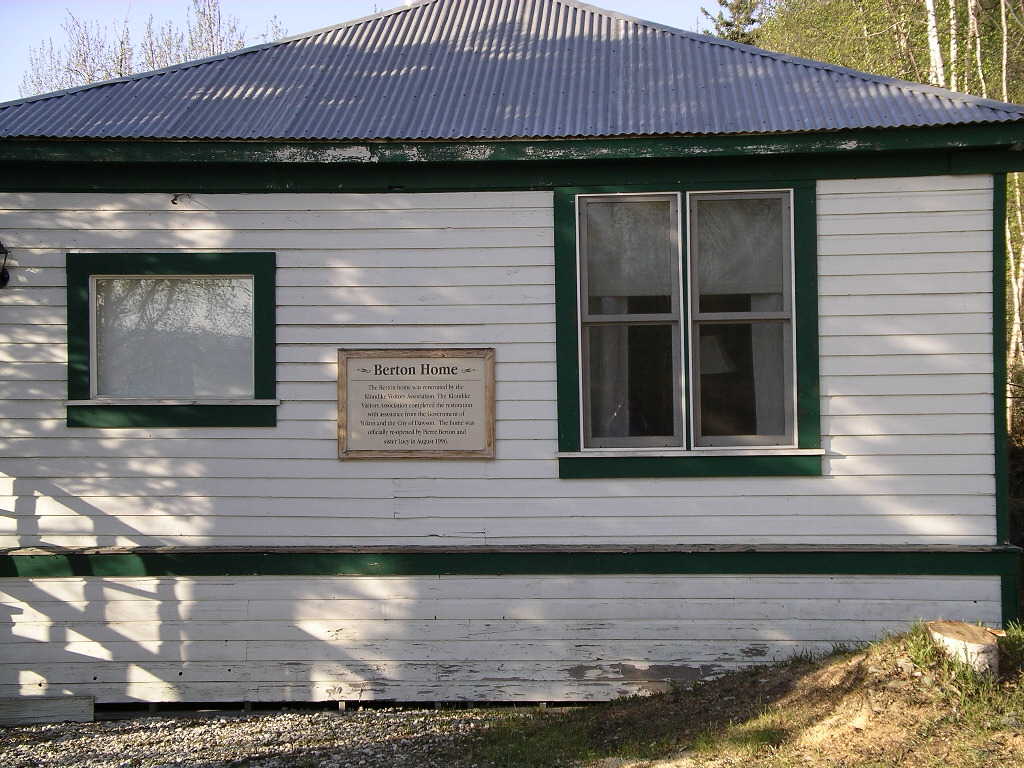
Hogar infantil de Pierre Berton en Dawson City

Berton fue reclutado en el ejército canadiense en 1942, recibiendo entrenamiento en Columbia Británica, como soldado destinado al regimiento The Seaforth Highlanders of Canada. Eligió servir en ultramar, y fue ascendido a Lance Corporal siendo después instructor con el empleo de cabo.
Berton pasó los siguientes años superando diferentes cursos militares, llegando a ser, según sus propias palabras, el oficial con mayor entrenamiento del ejército. Aunque en varias ocasiones se le avisó que iba a servir fuera de su país, finalmente sus destinos fueron cancelados. Berton fue también entrenado para trabajar como Capitán para el Canadian Intelligence Corps como Oficial de Inteligencia, y tras un período como instructor en el Royal Military College en Kingston (Ontario), finalmente fue destinado fuera de Canadá en marzo de 1945. En el Reino Unido se le pidió recalificarse como Oficial de Inteligencia, ya que el programa de estudios británico era diferente del canadiense. Cuando Berton fue considerado con una formación apta, la guerra en Europa había finalizado. Fue voluntario a la Canadian Army Pacific Force (CAPF), encontrándose igualmente alejado del combate al producirse la rendición de Japón en septiembre de 1945.
En 1947 fue a una expedición al Río South Nahanni con el piloto Russ Baker. El relato de Berton para el Vancouver Sun fue adquirido por International News Service, haciendo de él un notado escritor de viajes y aventuras.

## Editor en Toronto

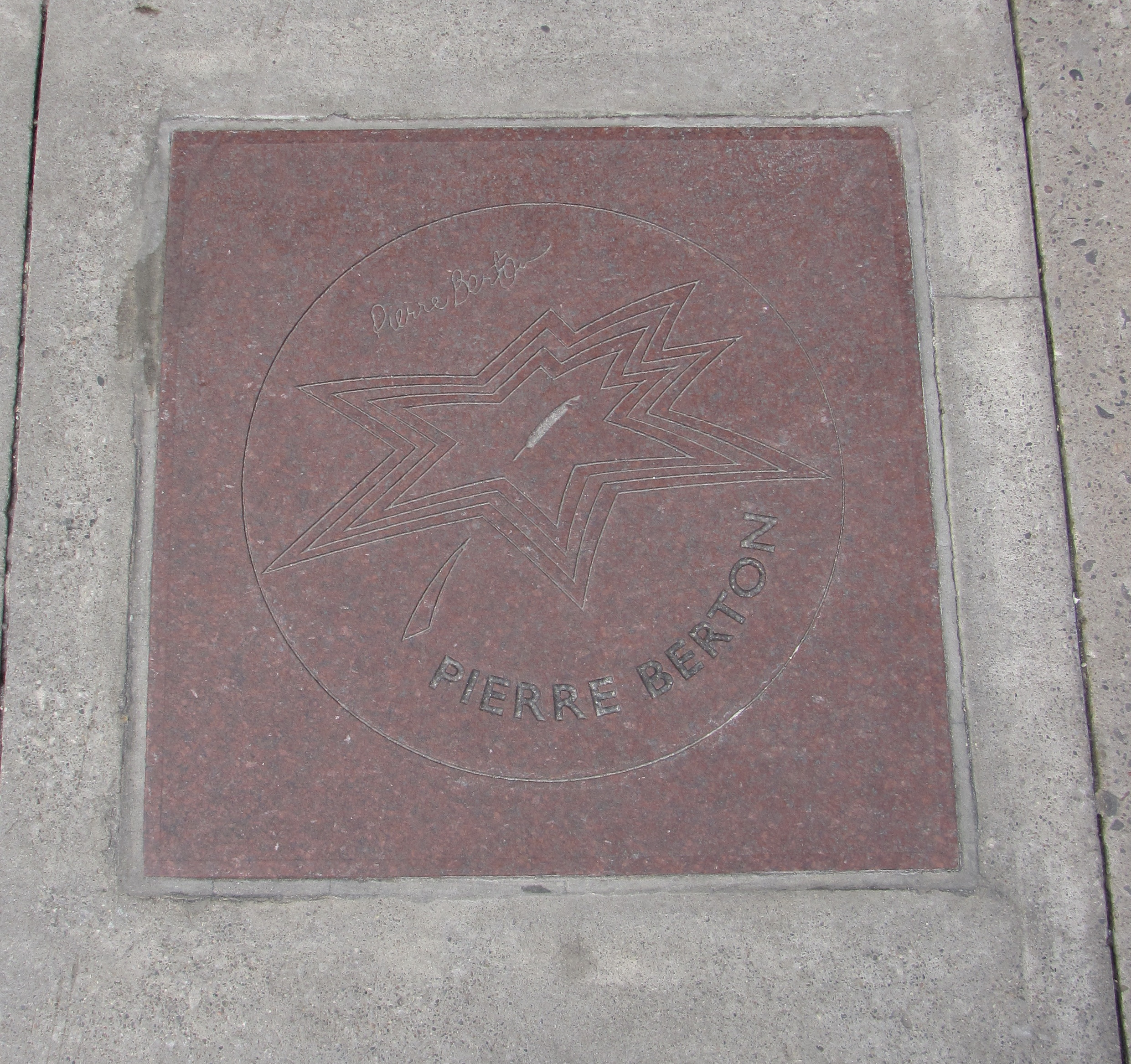
Estrella de Pierre Berton en el Paseo de la Fama de Canadá

Berton se mudó a Toronto en 1947. A los 31 años fue nombrado editor del Macleans. En 1957 fue un miembro clave del programa punta de lanza de CBC/Radio-Canada Close-Up, y panelista fijo del popular show televisivo Front Page Challenge. Ese mismo año, también fue el narrador del documental de National Film Board of Canada nominado al Premio Óscar City of Gold, que exploraba la vida en su ciudad, Dawson City, en la Fiebre del oro de Klondike. Después lanzó un álbum en colaboración con Folkways Records titulado The Story of the Klondike: Stampede for Gold – The Golden Trail.
Berton se sumó al plantel del Toronto Star siendo editor del Star Weekly y columnista del diario en 1958, dejando la publicación en 1962 para iniciar The Pierre Berton Show, el cual se emitió hasta 1973. En este show, en 1971 Berton entrevistó a Bruce Lee, única entrevista televisiva que se conserva del famoso actor. La carrera televisiva incluye el trabajo como presentador y guionista en programas como My Country, The Great Debate, Heritage Theatre, The Secret of My Success y The National Dream. Desde 1966 a 1984, Berton y su colaborador Charles Templeton trabajaron en el show radiofónico Dialogue.
Berton fue rector honorario del Yukon College y, además de numerosos títulos honoris causa, recibió más de 30 premios literarios tales como el Premio del Gobernador General (tres veces), la Medalla de Humor Stephen Leacock, y el Premio Gabrielle Léger por su trabajo en la conservación del patrimonio. Además, en 1998 fue incluido en el Paseo de la Fama de Canadá, y fue votado como número 31 en la lista de los canadienses más influyentes del proyecto The Greatest Canadian. En el año 2003 Berton fue nombrado Humanista del Año de Toronto por la Asociación Humanista de Toronto. Entre otros honores, también fue nombrado Companion de la Orden de Canadá y miembro de la Orden de Ontario.

### Últimos años
En 2004 Berton publicó su libro número 50, Prisoners of the North, tras lo cual anunció en una entrevista con CanWest News Service que se retiraba de su vida de escritor. El 17 de octubre de 2004 se inauguró la Pierre Berton Resource Library, llamada así en su honor, en Vaughan, Ontario.
Pierre Berton falleció en el Sunnybrook and Women's College Health Science Centre en Toronto, a causa de una insuficiencia cardíaca, en el año 2004, a los 84 años de edad. Sus restos fueron incinerados y las cenizas esparcidas en su casa en Kleinburg. Había estado casado con Janet Berton (1946 - 2004).

## Premio Pierre Berton
Constituido en el año 1994, el Premio Pierre Berton es concedido anualmente por la Canada's National History Society para logros relativos a la difusión de la historia canadiense. Berton fue el primer receptor del premio, y aceptó dar nombre a los sucesivos galardones.

## Recompensas
- 1959 : Medalla del Humor Stephen Leacock
- 1974 : Oficial de la Orden de Canadá
- 1977 : Medalla de Plata del Jubileo de la Reina Isabel II
- 1978 : Premio Nellie al mejor locutor radiofónico
- 1981 : Canadian Authors Association Literary Award for non-fiction
- 1982 : Canadian Booksellers Award
- 1986 : Companion de la Orden de Canadá
- 1992 : Medalla del 125.º Aniversario de la Confederación de Canadá
- 1996 : Responsibility in Journalism presentado por el Comité para la Investigación Escéptica (CSICOP)[14]
- 2002 : Medalla de Oro del Jubileo de la Reina Isabel II
- Premios del Gobernador General por The Last Spike (1972), Klondike (1958) y The Mysterious North (1956).

## Títulos honoris causa
Pierre Berton recibió muchos títulos honoris causa en reconocimiento a su trabajo como escritor e historiador. Entre ellos se incluyen:
| Country                   | Date               | School                                      | Degree              |
| ------------------------- | ------------------ | ------------------------------------------- | ------------------- |
| Isla del Príncipe Eduardo | 1973               | Universidad de la Isla del Príncipe Eduardo | LLD                 |
| Ontario                   | Spring 1974        | Universidad de York                         | Doctor of Letters   |
| Nueva Escocia             | 1978               | Universidad de Dalhousie                    | LLD                 |
| Ontario                   | 5 de junio de 1981 | Universidad Brock                           | LLD                 |
| Ontario                   | 6 de junio de 1981 | Universidad de Windsor                      | Doctor of Letters   |
| Alberta                   | 1982               | Universidad Athabasca                       | Doctor              |
| Columbia Británica        | May 1983           | Universidad de Victoria                     | LLD                 |
| Ontario                   | Noviembre de 1983  | Universidad McMaster                        | Doctor of Letters   |
| Ontario                   | 18 de mayo de 1984 | Royal Military College                      | LLD                 |
| Alaska                    | 1984               | Universidad de Alaska Fairbanks             | Doctor of Fine Arts |
| Columbia Británica        | 30 de mayo de 1985 | Universidad de Columbia Británica           | Doctor of Letters   |
| Ontario                   | 1988               | Universidad de Waterloo                     | LLD                 |
| Ontario                   | 7 de junio de 2002 | Universidad de Western Ontario              | LLD                 |